# اندیس بنگرو
بنگرو یک اندیس فلزی است که در حوالی شهر آورتین استان کرمان قرار دارد و مادهٔ معدنی موجود در آن، مس است.سنگ میزبان این اندیس شیل است و دیرینگی آن به دوران کرتاسه بالایی می‌رسد. در این اندیس، پاراژنز‌های لیمونیت یافت می‌شوند.